# Яснопольський Леонід Миколайович
Леонід Миколайович Яснопольський (1 лютого 1873, Київ — 23 травня 1957) — український економіст, фахівець у галузі політичної економії, бюджетного права, статистики й економіки вугільної промисловості, дійсний член ВУАН (від 1925).

## Життєпис
Родом з Києва, син Миколи Яснопольського. Навчався у 2-й київській гімназії від 1883 по 1891 рік. Закінчив Петербурзький університет (1895) і викладав політекономію та інші економічні дисципліни в університетах Петербурга, Харкова й Києва.
У 1906 р. був обраний до складу І Державної думи Російської імперії від Полтавської губернії, де входив до складу Української парламентської громади. Підписав Виборзьку відозву, за що відбував трьохмісячне покарання у Конотопській в'язниці та разом з іншими підписантами був позбавлений права обиратися до Думи.
За доби української державности співпрацював з УНР та за дорученням українського уряду брав участь у переговорах з большовицьким урядом Росії як експерт в питаннях фінансів.
Після війни працював у Київському Інституті Народного господарства і в Київському Університеті. У 1926—1930 роках був головою Постійної Комісії ВУАН для вивчення продукційних сил України та редактором її наукового збірника.
У 1937 став жертвою політичних репресій і до 1942 перебував у в’язницях і таборах. Від 1943 працював в Інституті економіки АН УРСР, що його кілька років очолював. 
Був дуже продуктивним вченим, автором понад 100 великих наукових праць, з них до найважливіших належать: 
- «Очерки русского бюджетного права» (1912),
- «Восстановительный процесс в нашем денежном обращении и задачи валютной политики» (1927),
- «Каменноугольная промышленность Донецкого бассейна» (т. 1 — 2, 1956 — 57).
- Був співавтором колективної праці «Нариси економічної географії УРСР» (2 тт., 1949 — 52) і
- брав участь у розробці проблем Великого Дніпра,
- написав ряд праць про розміщення кам'яновугільної та залізнорудної промисловості в Донбасі і Придніпров'ї.

Характеристику його наукової праці подано у «Віснику АН УРСР» (№7, 1957).